# Malhostovická pecka
Malhostovická pecka byla přírodní památka ev. č. 695 poblíž obce Malhostovice v okrese Brno-venkov. Přírodní památka byla zrušena ke dni 1. července 2015 při zřízení nové přírodní památky Malhostovické kopečky, která kromě Malhostovické pecky zahrnuje i území blízkého Drásovského kopečku.

## Předmět ochrany
Důvodem ochrany bylo území tvořené vyvýšeným skalním útvarem z devonských vápenců, nacházející se v polích asi 500 m jižně od Malhostovic po pravé straně silnice z Čebína, jenž je významnou lokalitou teplomilné vegetace skalní stepi na vápencovém podloží, s výskytem koniklece velkokvětého (Pulsatilla grandis) a dalších chráněných rostlin. Předmětem ochrany je květena a ostatní původní biota v nedělitelném komplexu s geologickým útvarem.